# Franc Hočevar
Franc Jože Hočevar, auch Franz Hočevar, (* 10. Oktober 1853 in Metlika; † 19. Juni 1919 in Graz) war ein österreichischer Mathematiker.
Hocevar ging in Ljubljana zur Schule und studierte Mathematik und Physik an der Universität Wien mit der Promotion bei Ludwig Boltzmann 1875. Er war Assistent an der Technischen Hochschule Wien, ab 1879 Gymnasialprofessor in Innsbruck, ab 1883 Privatdozent an der Universität Innsbruck, ab 1891 außerordentlicher Professor und ab 1894 ordentlicher Professor an der Technischen Universität Brünn und von 1894 bis 1915 Professor für Mathematik an der Technischen Hochschule Graz und dort mehrfach Dekan der Maschinenbaufakultät.
Er verfasste viele Lehrbücher der Mathematik für Mittelschulen. 1904 war er eingeladener Sprecher auf dem Internationalen Mathematikerkongress in Heidelberg.
Seine Tochter Bertha Maria Anna heiratete den Bakteriologen Paul Theodor Müller.